# 撿來的孩子
《撿來的孩子》是一部2019年的美國劇情電影，由羅根·馬歇爾-格林執導和編劇，是他第一次擔任導演的作品。本片主演是伊芬·鶴健、伊蓮·亨德里克斯、Diane Gaeta、貝蒂·加布里埃爾、莫·麥克雷、克里斯·沙利文、奈特·慕尼、克里斯多佛·海爾達和安妮-瑪莉·強森。本片由傑森·布倫透過他的布倫屋製片公司監製。
本片於2019年3月10日在西南偏南上進行世界首映。2019年11月1日由RLJE Films公司負責公映。

## 演員
- 伊芬·鶴健 飾 Russell Millings
- 伊蓮·亨德里克斯（英语：Elaine Hendrix） 飾 Diane Spring
- Diane Gaeta 飾 Becca
- 貝蒂·加布里埃爾 飾 Deeks
- 莫·麥克雷（英语：Mo McRae） 飾 Wilson
- 克里斯·蘇利文 飾 Orankle
- 奈特·慕尼（英语：Nate Mooney） 飾 無家可歸的男人
- 克里斯多佛·海爾達（英语：Christopher Heyerdahl） 飾 Jim
- 安妮-瑪莉·強森（英语：Anne-Marie Johnson） 飾 Tracy Westmore
- 蜜拉娜·傑克森（英语：Milauna Jackson） 飾 探員Minardi

## 外部連結
- 互联网电影数据库（IMDb）上《撿來的孩子》的资料（英文）
- 爛番茄上《撿來的孩子》的資料（英文）
- Metacritic上《撿來的孩子》的資料（英文）